# Жетинье
Жетинье (фр. Gétigné) — коммуна на западе Франции, находится в регионе Пеи-де-ла-Луар, департамент Атлантическая Луара, округ Нант, кантон Клисон. Расположена в 34 км к юго-востоку от Нанта, в 10 км от национальной автомагистрали A249 , на правом берегу реки Севр-Нантез.
Население (2017) — 4 658  человек.

## Достопримечательности
- Усадьба с прилегающим парком Ла-Гарен Лемо
- Церковь Святой Радегунды XIX века
- Средневековая часовня Нотр-Дам, реконструированная в XIX веке

## Экономика
Структура занятости населения:
- сельское хозяйство — 2,1 %
- промышленность — 39,6 %
- строительство — 6,8 %
- торговля, транспорт и сфера услуг — 33,8 %
- государственные и муниципальные службы — 17,7 %

Уровень безработицы (2016 год) — 7,8 % (Франция в целом — 14,1 %, департамент Атлантическая Луара — 11,9 %). 

Среднегодовой доход на 1 человека, евро (2016 год) — 21 412 (Франция в целом — 20 809, департамент Атлантическая Луара — 21 548).

## Демография
Динамика численности населения, чел.

## Администрация
Пост мэра Жетинье с 2008 года занимает член партии Республиканцы Франсуа Гийо (François Guillot). На муниципальных выборах 2020 года возглавляемый им правый блок одержал победу во 1-м туре, получив 56,20 % голосов.
| Период | Период | Фамилия         | Партия                                                   | Примечания                            |
| ------ | ------ | --------------- | -------------------------------------------------------- | ------------------------------------- |
| 1976   | 1989   | Жозеф Блуен     |                                                          | фермер                                |
| 1989   | 2008   | Мари-Лоик Ришар | Союз за французскую демократию Союз за народное движение | член Генерального совета департамента |
| 2008   |        | Франсуа Гийо    | Союз за народное движение Республиканцы                  | работник страховой компании           |

## Галерея

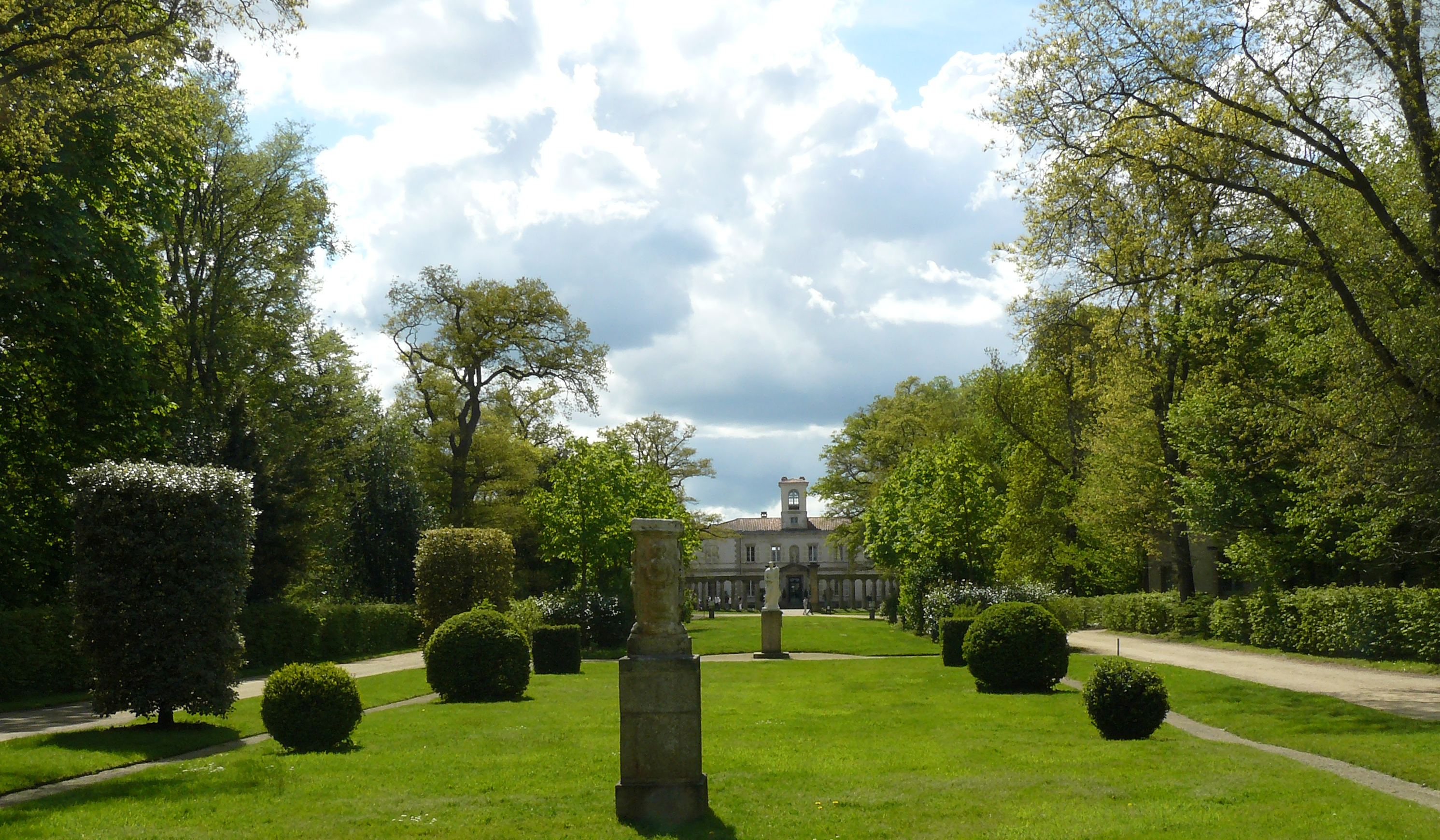
Парк Ла-Гарен Лемо
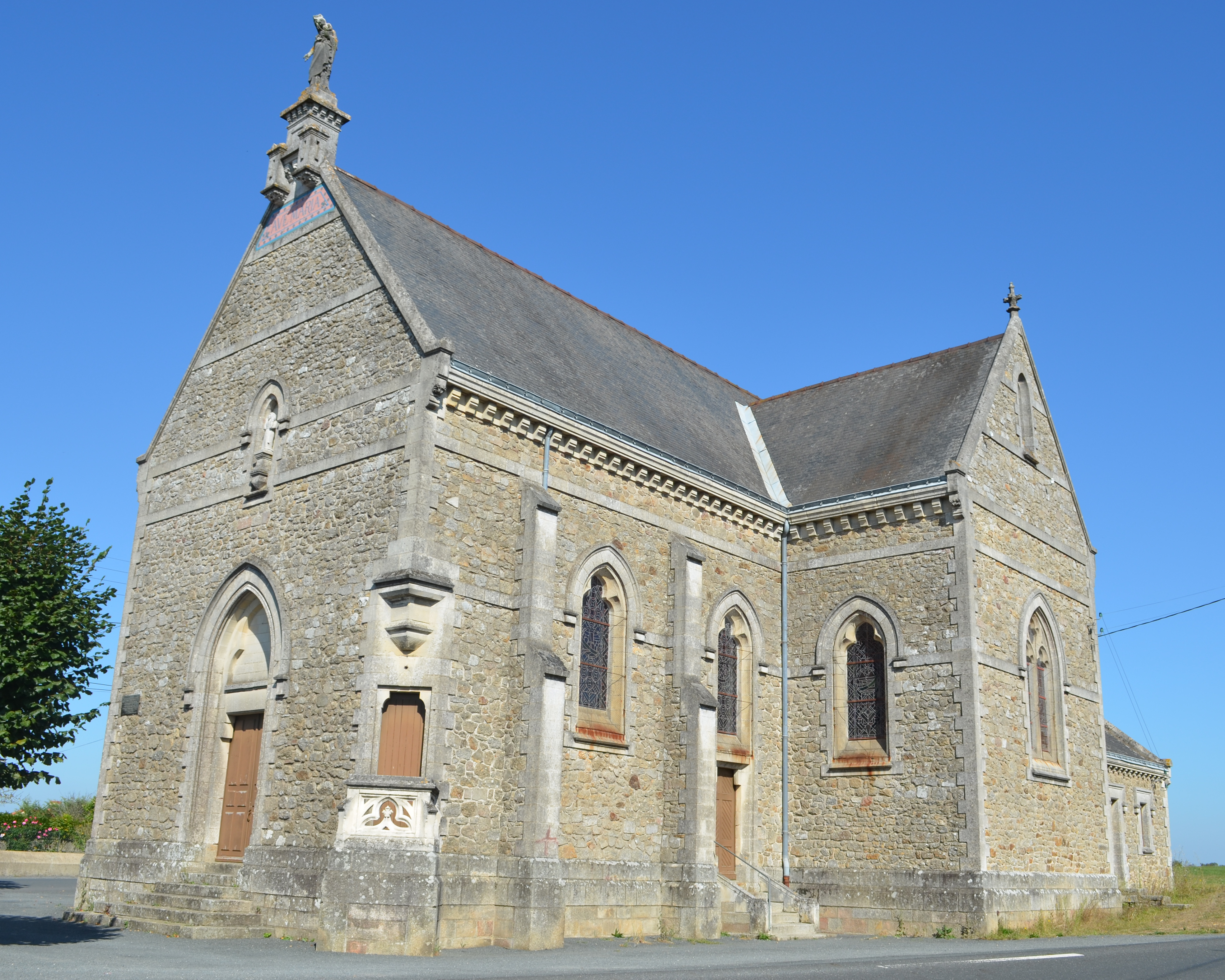
Часовня Нотр-Дам